# Lake of Tears
Lake of Tears é uma banda sueca de doom metal e gothic metal formada em 1994.

## História
Quando a banda lançou seu álbum debut em 1994, Greater Art, não havia nenhuma indicação do potencial verdadeiro da banda. Se seu primeiro lançamento veio coberto de críticas não muito promissoras, seu segundo álbum, lançado um ano mais tarde, intitulado Headstones foi muito bem recebido pela crítica, colocando a banda em um novo patamar. Mas foi com o lançamento seguinte, A Crimson Cosmos (1997), que a banda começou realmente a ser notada na cena. O álbum recebeu excelentes críticas, e sua vendagem foi bem superior a dos álbuns anteriores. Tal fato chamou a atenção dos membros da banda Therion, que os convidou para serem banda de abertura de sua próxima turnê. Esta turnê ajudou o Lake of Tears a ficar mais conhecido fora de seu país natal, a Suécia.
Em 1999 é lançado Forever Autumn. Neste momento a banda já tinha uma formação bem definida contando com Daniel Brennare (guitarrista, vocalista e líder da banda), com o baixista Mikael Larsson e com o baterista Johan Oudhuis. O álbum contou com o reforço de vários guitarristas convidados (fato que viria a se repetir em alguns lançamentos seguintes). Entretanto, Forever Autumn não alcançou o sucesso do seu predecessor, e sua gravadora, Black Mark resolveu não renovar o contrato. Ainda assim, para honrar seu compromisso com o selo, tiveram que gravar um outro álbum, intitulado The Neonai e lançado em 2002. O álbum também recebeu excelentes críticas, e embora tivera sido lançado apenas para o cumprimento de um contrato, a banda provou que ainda tinha excelentes idéias, mas por força maior a banda resolve dar um tempo.
No verão de 2003, durante uma sessão musical, o ainda líder da banda Daniel Brennare, e seus dois companheiros Mikael Larsson (baixo) e Johan Oudhuis (bateria) resolveram que continuariam com a banda. Depois do desapontamento com sua antiga gravadora, verificaram com cuidado todas as opções disponíveis, a fim de evitar outra parada na banda por força de um contrato.
O Lake of Tears fechou um novo contrato com a gravadora Noise Records, pensando que este selo seria o ideal no momento, oferecendo todo o suporte necessário para que o novo álbum fosse promovido adequadamente. Com o apoio da nova gravadora, e nove excelentes faixas, a banda se reuniu no estúdio Mega, na Suécia, onde bandas como The Crown, Bessech e Soundtrack Of Our Lives haviam gravado recentemente, e obtido excelentes resultados. Ouvindo o novo álbum pela primeira vez, o ouvinte realiza imediatamente que o Lake of Tears obteve um retorno excelente com o aclamado Black Brick Road.

## Membros
- Daniel Brennare - vocal/guitarra (1994–atualmente)
- Mikael Larsson - baixo (1994–atualmente)
- Johan Oudhuis - bateria (1994–atualmente)
- Fredrik Jordanius - guitarra (2009–atualmente)

## Discografia
- Greater Art (1994)
- Headstones (1995)
- A Crimson Cosmos (1997)
- Forever Autumn (1999)
- The Neonai (2002)
- Black Brick Road (2004)
- Moons and Mushrooms (2007)
- Illwill (2011)